# Route nationale 17A (Maroc)
Pour les articles homonymes, voir Route 17A.
La Route nationale 17A, ou N17A, est une route nationale marocaine, reliant Rissani à Taous, en passant par Merzouga.